# Štěpán Kacafírek
Štěpán Kacafírek (* 29. září 1989 Čáslav, Československo) je český fotbalový útočník, působící v týmu TJ Sokol Červené Janovice.

## Klubová kariéra
Odchovanec pražské Sparty (kde v dorostu působil s vrstevníky Josefem Hušbauerem, Martinem Zemanem a Markem Štěchem). První ligové starty si připsal v dresu Blšan, později jej koupil tehdy ligový FK SIAD Most. Poté prošel hostování v Kolíně a Vltavínu. Ve druhé destinaci kvůli zranění příliš nehrál. Povedené angažmá absolvoval ve Vlašimi, s týmem se mu zdařil postup do druhé nejvyšší české ligy. Poté 3 roky působil v nižších soutěžích v Německu a Rakousku. Po návratu do České republiky hrál rok a půl za TJ Sokol Družba Suchdol, nedaleko svého bydliště. Na jaře 2016 přestoupil z divize C do B-týmu SK Český Brod. Před sezonou 2016/17 přestoupil do třetiligového klubu FK Litoměřicko. V jeho dresu přispěl v srpnu 2016 dvěma góly k vyřazení prvoligového týmu 1. FK Příbram v českém poháru.
Příbram jej následně v září 2016 angažovala. Klub v sezóně 2016/17 sestoupil z nejvyšší ligy a Kacafírek v červenci 2017 odešel do jiného druholigového týmu FK Ústí nad Labem.
V létě 2018 se stěhoval z FK Ústí nad Labem do SK Sparta Kutná Hora. Odtamtud po roce odešel do SK Poříčany, aby se následující rok přestěhoval do TJ Sokol Červené Janovice.